# 国家会展中心駅 (上海市)
国家会展中心駅（こっかかいてんちゅうしんえき、中文表記: 国家会展中心站）は、中華人民共和国上海市青浦区徐涇鎮に位置する、上海地下鉄2号線と17号線の駅である。

## 歴史
- 2010年3月16日 - 2号線の徐涇東駅として開業。
- 2017年12月30日 - 17号線の諸光路駅が開業。この頃は両者、別々の駅として営業していた。
- 2024年9月12日 - 2号線の「徐涇東駅」と17号線の「諸光路駅」を「国家会展中心駅」に改称し、統合[1]。

## 駅構造
2号線・17号線の両者とも、各島式ホーム1面2線を有する地下駅となっているが、駅名改称前の名残りから、両者の乗り換えは一度改札外を出る必要のある物となっている。

### のりば
| 番線 | 路線     | 行先                 |
| ---- | -------- | -------------------- |
| 1    | ■ 2号線  | 降車ホーム           |
| 2    | ■ 2号線  | 浦東1号2号航站楼方面 |
| 1    | ■ 17号線 | 西岑方面             |
| 2    | ■ 17号線 | 虹橋火車站方面       |

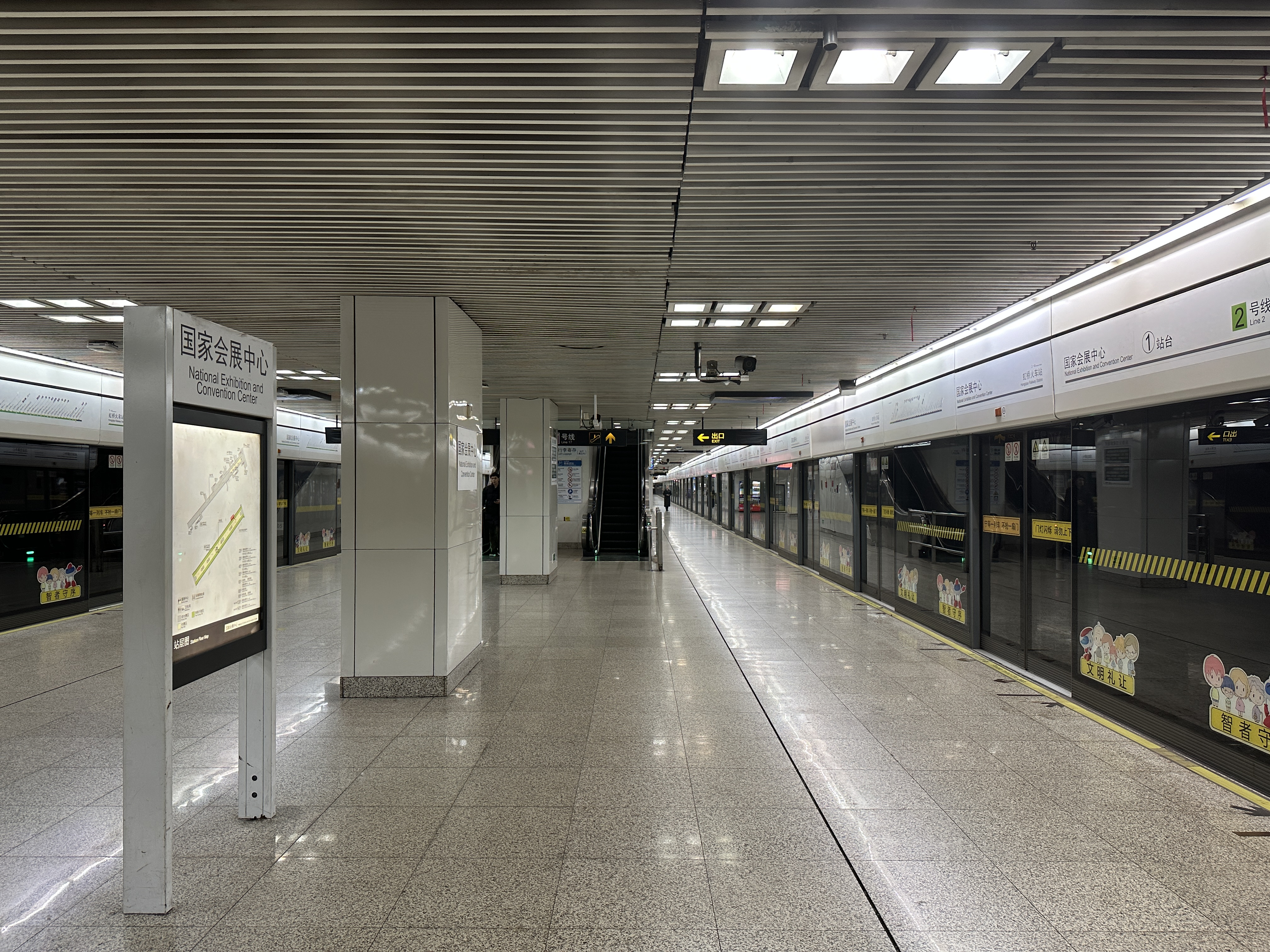
2号線ホーム（2024年）
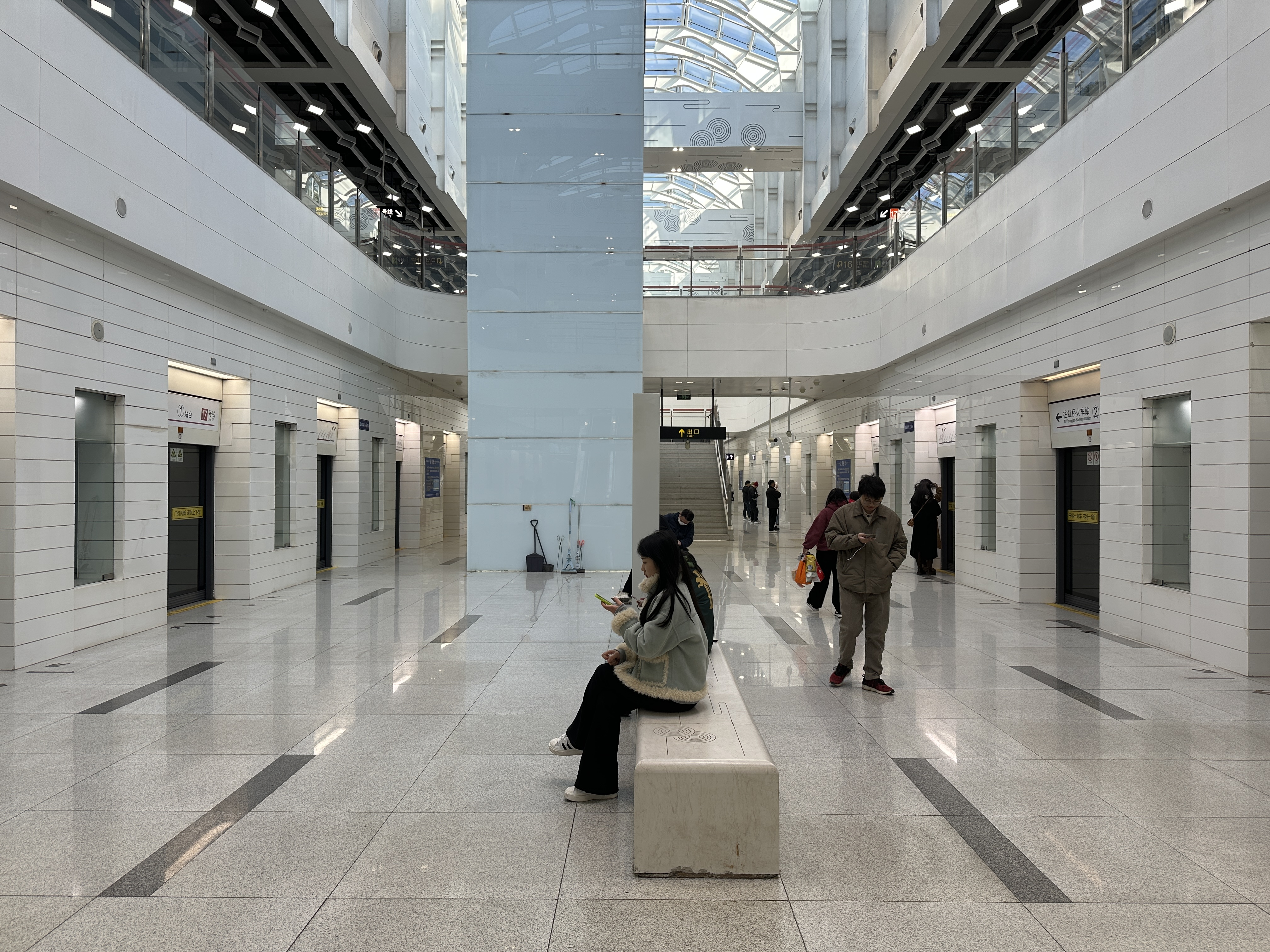
17号線ホーム（2024年）
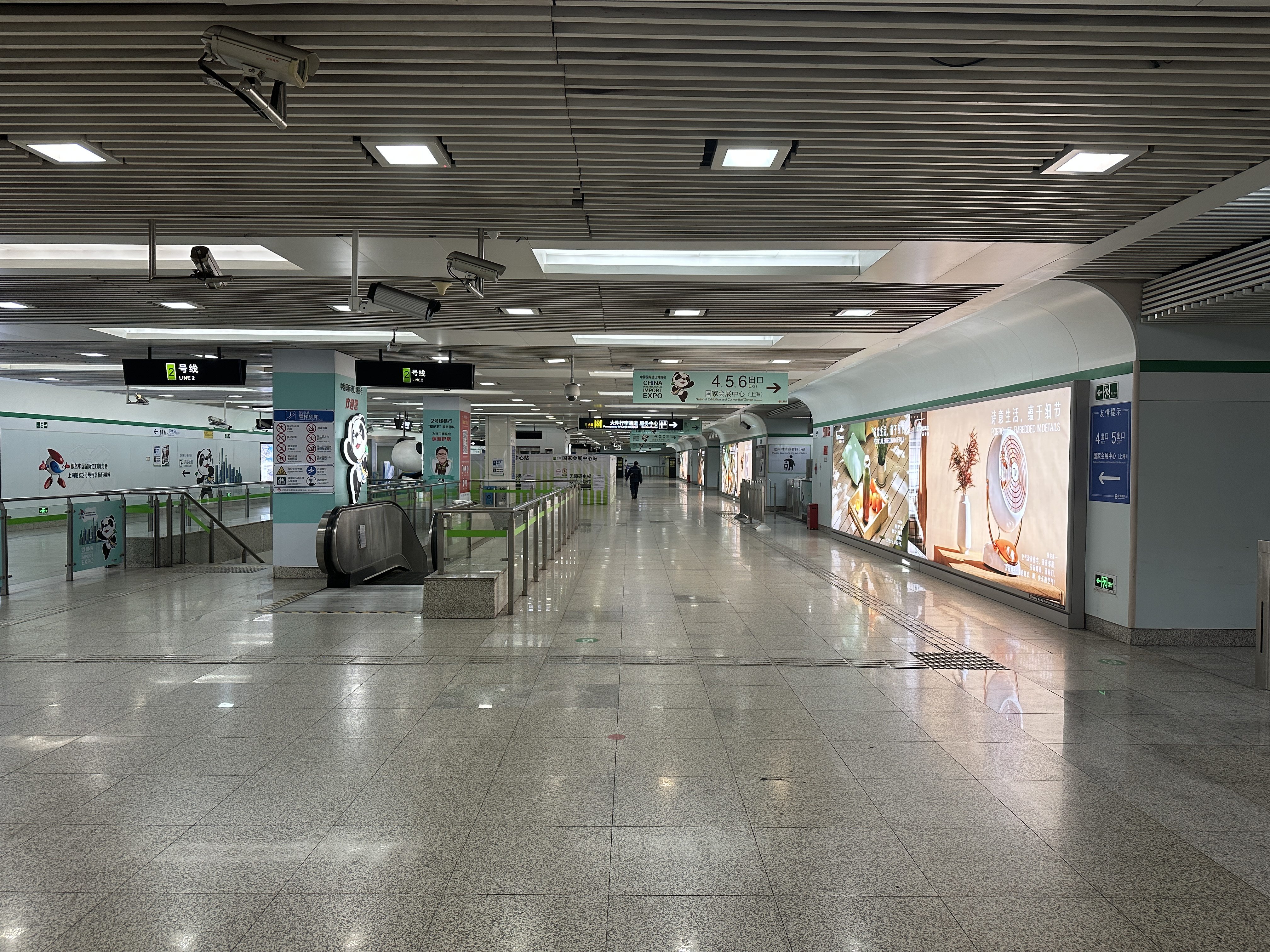
2号線コンコース（2024年）
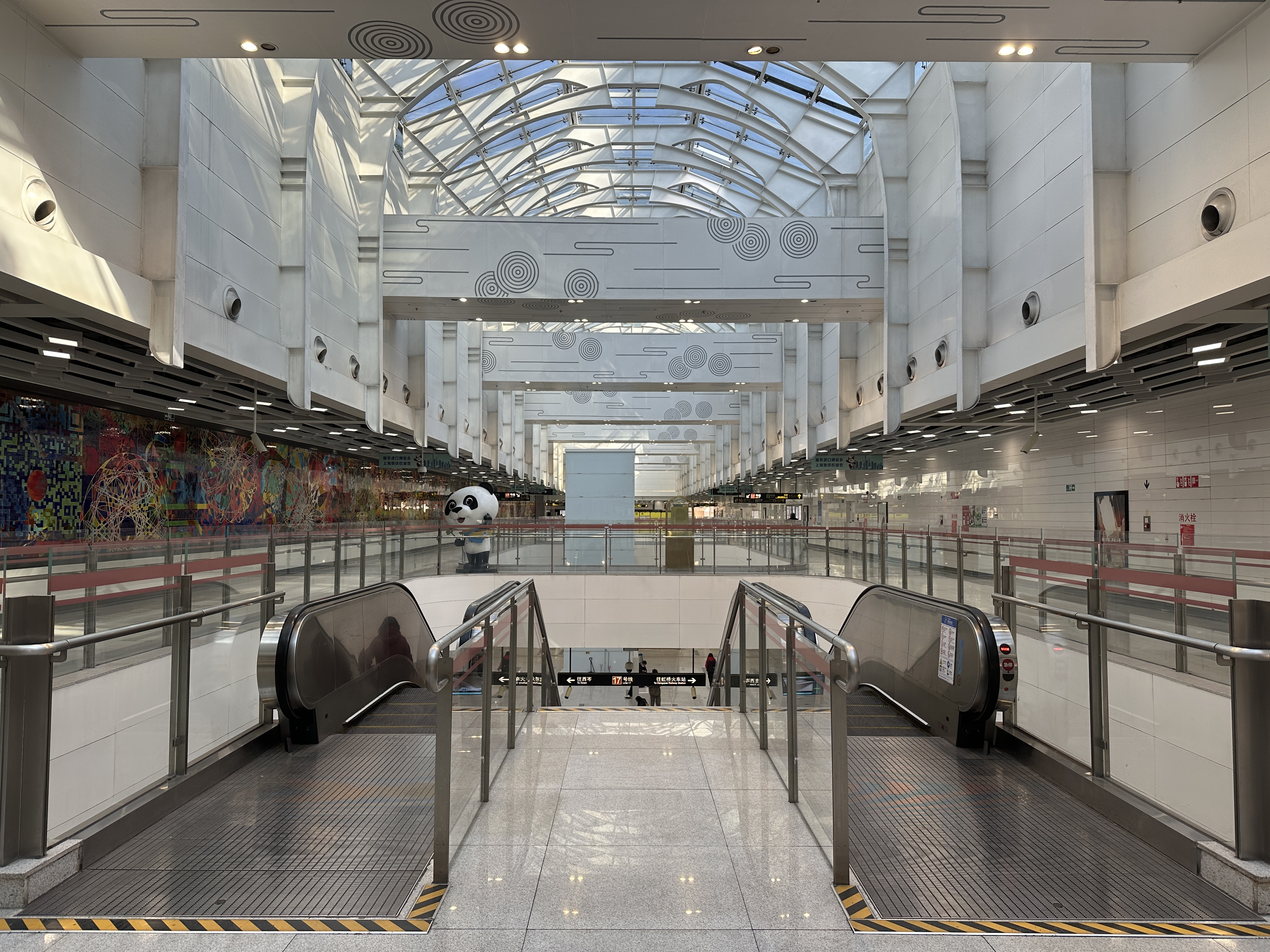
17号線コンコース（2024年）

## 駅周辺
- 国家会展中心

## 隣の駅
上海軌道交通
■ 2号線
国家会展中心駅 - 虹橋火車站駅
■ 17号線
蟠龍路駅 - 国家会展中心駅 - 虹橋火車站駅